# Steffie Lerch
Steffie Lerch (geboren  als Stephanie Krausz 10. März 1905 in Budapest, Österreich-Ungarn; gestorben 3. Juni 1996 in New York) war eine österreich-ungarische Grafikerin.

## Leben
Stefanie Krauss war eine Tochter des jüdischen Historikers Samuel Krauss und der Irene Tedesco, ein Bruder war der Psychiater Stephen Krauss. Ihre Familie zog 1906 nach Wien, wo sie aufwuchs, ihre Schulausbildung absolvierte und schließlich an der Akademie der bildenden Künste Wien studierte. Nach dem Abschluss des Studiums arbeitete sie in der Werbebranche. 1933 heiratete sie den Maler Franz Lerch und unternahm mit ihm eine Hochzeits- und Studienreise nach Sizilien.
Ihr Mann Franz nutzte sie wohl des Öfteren als Modell, so dass man bei einigen Porträts davon ausgeht, dass sie auf diesen abgebildet worden ist. Es existiert im Museum Belvedere in Wien auch ein Gemälde, auf dem das Ehepaar gemeinsam zu sehen ist.
Mit dem Anschluss Österreichs an Deutschland 1938 wurde das Paar durch die jüdische Herkunft Steffies zur Emigration gezwungen. Zunächst flüchteten sie nach England und dann weiter in die USA nach New York. Dort begann sie wieder als Grafikerin in der Werbung zu arbeiten, gestaltete Grußkarten  und war auch als Illustratorin von Kinderbüchern erfolgreich.

## Kinderbuch-Illustrationen
- 1946: The Story of Jesus, von Beatrice Alexander
- 1947: Lullabies from Every Kand, von Inez Bertail
- 1948: A Child's Garden of Verses, von Robert L. Stevenson
- 1948, 1949: A Year in the City, von Walter M. Mason
- 1948: We Like to Do Things, von Walter M. Mason
- 1949: The Surprise Doll, von Morell Gipson
- 1950: Heidi. Child of the Mountains, nach Johanna Spyri
- 1950: Come to My Party and Wear a Fancy Hat, von Otto Rebele
- 1950: The Christmas Treasure Book: Stories, Songs and Poems von Hilda Marx
- 1953: The Little Golden Christmas Manger, von Jane Watson
- 1953: Hail Mary for Little Catholics, von Schwester Mary St. Paul of Maryknoll